# Cyperus prolifer
Cyperus prolifer är en halvgräsart som beskrevs av Jean-Baptiste de Lamarck. Cyperus prolifer ingår i släktet papyrusar, och familjen halvgräs. Inga underarter finns listade i Catalogue of Life.